# Чет-Булак
Чет-Булак (кирг. Чет-Булак) — село в Тогуз-Тороуском районе Джалал-Абадской области Кыргызстана. Входит в состав Каргалыкского айылного аймака.

## География
Село расположено в восточной части области, на расстоянии приблизительно 11 километров (по прямой) к юго-юго-западу от села Казарман, административного центра района. Абсолютная высота — 1706 метров над уровнем моря.

## Население
Согласно оценочным данным Национального статистического комитета Кыргызской Республики, численность населения села на начало 2023 года составляла 1219 человек.
| год     | 2009 | 2014 | 2015 | 2020 | 2021 | 2023 |
| ------- | ---- | ---- | ---- | ---- | ---- | ---- |
| человек | 1003 | 1191 | 1154 | 1341 | 1353 | 1219 |